# (1120) Cannonia
(1120) Cannonia – planetoida z grupy pasa głównego asteroid okrążająca Słońce w ciągu 3 lat i 111 dni w średniej odległości 2,22 au. Została odkryta 11 września 1928 roku w Obserwatorium Simejiz na górze Koszka na Półwyspie Krymskim przez Piełagieję Szajn. Nazwa planetoidy pochodzi od Annie Jump Cannon (1863-1941), amerykańskiej astronom. Przed nadaniem nazwy planetoida nosiła oznaczenie tymczasowe (1120) 1928 RV.